# Rectoría General
La  Rectoría General  de la Universidad de Guadalajara se refiere a la oficina central de administración de la universidad. La Rectoría General está encabezada por el Rector General, quien ejerce la máxima autoridad y liderazgo en la institución.
El Rector General es responsable de establecer la dirección estratégica general de la universidad, supervisar las funciones académicas y administrativas, y representar a la universidad ante el público y otras instituciones. La estructura administrativa bajo la Rectoría General puede incluir diversos departamentos y oficinas que se encargan de diferentes aspectos de la gestión universitaria.

## Atribuciones y funciones
Las atribuciones y funciones de la Rectoría General de la Universidad de Guadalajara, según lo estipulado en el artículo 35 de la Ley General de la Universidad, son las siguientes:
- Promover el desarrollo de las funciones sustantivas: La Rectoría General tiene la responsabilidad de impulsar y facilitar el desarrollo de las funciones fundamentales de la Universidad de Guadalajara.

- Proponer políticas y estrategias: Ante el Consejo General Universitario, la Rectoría General propone políticas y estrategias para el cumplimiento y desarrollo de las funciones esenciales de la universidad, así como orientaciones y principios reguladores.

- Dirigir la aplicación de políticas y estrategias generales: La Rectoría General lidera la implementación de las políticas y estrategias generales en materia de investigación, docencia y difusión.

- Proponer proyectos académicos: Ante el Consejo General Universitario, la Rectoría General presenta proyectos para la creación, modificación o supresión de planes y programas académicos.

- Administrar recursos: Administra los recursos humanos, financieros y materiales de la Universidad y autoriza su aplicación.

- Gestionar subsidios: Se encarga de gestionar y obtener los subsidios asignados por los Gobiernos Federal y Estatal, procurando su permanente incremento según las necesidades financieras de la universidad.

- Concertar convenios: Coordina convenios con los sectores público, productivo y social para fortalecer el desarrollo de la Universidad.

- Promover programas de vinculación e intercambio: Promueve, de acuerdo con las políticas generales, programas de vinculación e intercambio con el Consejo Social y otras entidades competentes.

- Coordinar entre Centros Universitarios: Promueve la vinculación y coordinación entre los diferentes Centros Universitarios y el Sistema de Educación Media Superior.

- Desconcentración y descentralización: Propone y, en su caso, ejecuta estrategias para la desconcentración y descentralización de funciones y servicios académicos de la Universidad.

- Autorizar presupuestos: Autoriza el ejercicio presupuestal de ingresos y egresos de la institución, así como el presupuesto anual de los Centros Universitarios y del Sistema de Educación Media Superior.

- Establecer medidas administrativas: Define medidas administrativas y operativas para el funcionamiento coherente de la Universidad.

- Formación y actualización del personal: Propone políticas al Consejo General Universitario para la formación y actualización del personal académico y administrativo, y las ejecuta.

- Cuidado del patrimonio: Establece medidas necesarias para la creación, desarrollo, protección y conservación del patrimonio artístico, histórico y cultural de la institución.

- Servicio social universitario: Dirige la aplicación de políticas generales para el servicio social universitario y celebra convenios de colaboración interinstitucional para estos efectos.

- Políticas de educación y protección ambiental: Lidera las políticas, programas y estrategias generales de la Universidad en relación con la educación y protección ambiental, así como el mejoramiento de la salud pública en el Estado.

- Otras funciones previstas por la normatividad aplicable: Cumple con otras funciones establecidas por la normativa vigente.

## Características
- Diseño Moderno y Funcional: El edificio cuenta con un diseño moderno y funcional, reflejando las tendencias arquitectónicas de la época en que fue construido (principios de la década de 1980).

- Respuesta a Necesidades Administrativas: Fue concebido para satisfacer las crecientes necesidades administrativas de la Universidad de Guadalajara, proporcionando espacios adecuados para llevar a cabo diversas funciones administrativas.

- Cine Foro: El edificio alberga el Cine Foro, un espacio cultural significativo localizado en el nivel menos uno. Este espacio se ha convertido en un referente cultural en la sociedad tapatía, ofreciendo proyecciones cinematográficas y actividades relacionadas con el arte y la cultura.

- Personalización de Espacios de Trabajo: Se destaca que los espacios de trabajo dentro del edificio se pudieron personalizar de acuerdo con las funciones específicas de cada dependencia, lo que contribuye a una mayor eficiencia y adaptabilidad a las necesidades particulares de cada área.[3]